# Fik Abbing
Frederik Hendrik (Fik) Abbing (Teteringen, 8 mei 1901 – Amsterdam, 12 augustus 1955) was een Nederlandse kunstschilder en illustrator. Hij studeerde onder andere aan de Rijksacademie Amsterdam en was bevriend met kunstenaars in Amsterdam en Haarlem.

## Biografie
Abbing was een lid van het patriciaatsgeslacht Abbing en een zoon van jurist en bankier mr. Frederik Hendrik Abbing (1871-1955) en Engelina Antoinette Marie van Houweninge (1875-1955). Hij trouwde in 1927 met Amelia Christina Gouda (1904), lid van het patriciaatsgeslacht Gouda met wie hij drie kinderen kreeg: weefdocent Engelina Amelia Abbing (1928), poppenspeler Jan Hendrik Abbing (1931) en kunstschilder Johanna Dorothea Abbing (1944).
Abbing studeerde aan de Rijksakademie van beeldende kunsten in Amsterdam (1918-1924) en was een leerling van Antoon Derkinderen, Richard Roland Holst, Nicolaas van der Waay en Gerard Westermann. Hij schilderde landschappen, stillevens en interieurs en illustreerde onder andere ABC over de tanden, een kinderboek uitgegeven door G.B. van Goor in 1931 voor de Nederlandse Vereeniging tot Bestrijding van het Tandbederf.
Abbing was ook als glazenier actief, hij ontwierp glas-in-loodramen met statische, gestileerde figuren en heldere kleuren, waarin de invloed van zijn leermeester Roland Holst zichtbaar is. Abbing beschilderde zelf zijn glas, maar liet de ramen branden en in elkaar zetten door het Haarlemse Atelier Bogtman. Hij werkte in 1936, in samenwerking met het atelier Bogtman, aan een van de ramen van Willem van Konijnenburg voor de Oude Kerk in Delft.
De kunstenaar overleed op 54-jarige leeftijd.

## Werken (selectie)
- Een leven lang leren (1928), glas-in-loodraam voor de Universiteitsbibliotheek van Amsterdam. Een jaar later maakte Peter van Reen in een vergelijkbare stijl het raam Zich laven aan de bron der wetenschap, het onderzoek van het kleine en van het grote, dat erboven werd geplaatst.
- vier gebrandschilderde ramen (1929-1930) voor de English Episcopal Church, Groenburgwal in Amsterdam
- glas-in-loodramen (1932) voor de Nederlandsche Handel-Maatschappij in Batavia
- glas-in-loodraam (1939) voor machinefabriek Begemann in Helmond[2] Abbing verzorgde vervolgens de tekeningen van bedrijfsactiviteiten voor de eerste jaarkalenders die dit bedrijf vanaf 1940 uitgaf, naar schetsen ter plaatse. nu deels bewaard bij museum Helmond.
- mozaïek (1952-1953) voor de Amsterdamsche Bank in Amsterdam. Wegens ziekte van Abbing voltooid door Jan Groenestein.

## Afbeeldingen

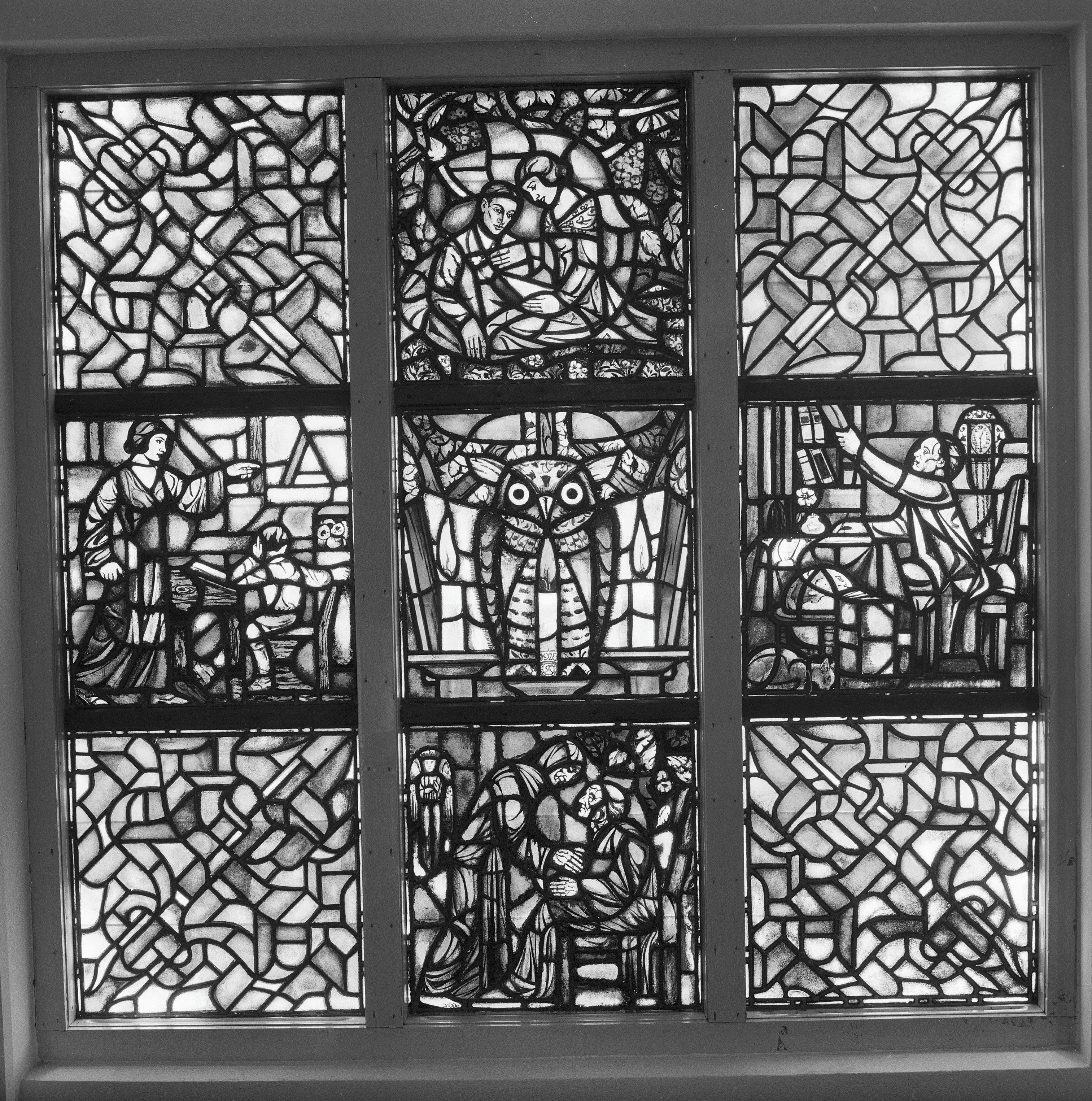
Universiteitsbibliotheek